# لويس إيفانز
لويس إيفانز (بالإنجليزية: Lewis Evans)‏ (و. 1700 – 1756 م) هو جغرافي، ورسام الخرائط، توفي عن عمر يناهز 56 عاماً.